# Teilnehmer-Münzfernsprecher 55b

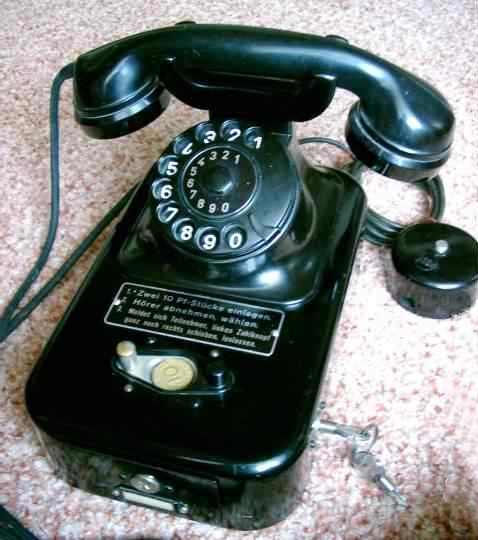
Teilnehmer-Münzfernsprecher 55b

Als Teilnehmer-Münzfernsprecher 55b (Tln Mü 55b) wurde von dem damaligen deutschen Telefonnetz-Betreiber Deutsche Bundespost ein Telefonapparat mit Münzeinwurf bezeichnet, der ab Mitte der 1950er Jahre als Nachfolger des ähnlich gestalteten Tisch-Münzfernsprecher 33 (TiMü 33) und Vorläufer der so genannten „Clubtelefone“ zum Einsatz kam. Es handelte sich dabei um einen Münzfernsprecher, der als Tischgerät ausgeführt war und vorwiegend in Gaststätten, Pensionen oder Vereinsheimen aufgestellt war, also an halböffentlichen Orten. Im Gegensatz zu den normalen öffentlichen Fernsprechern in Telefonzellen oblag die Aufsicht und Leerung des Münzfaches nicht der Bundespost, sondern dem Besitzer, der das Geld behielt und über die monatliche Telefonrechnung abrechnete. Rechtlich gesehen war dies kein öffentlicher Fernsprecher und durfte daher auch nicht als ein solcher gekennzeichnet werden.
Das Gerät gab es in schwarz. Telefonhörer, Gabel und Fingerlochscheibe (Wählscheibe) ähneln dem Fernsprecher W48. Besonderes Merkmal ist das längliche Metallgehäuse, in das ein Münz-Einschubfach und eine abschließbare Münzschublade integriert ist. Auf der Gehäuseoberseite ist ein Schild mit einer kurzen Bedienungsanleitung (siehe Foto) befestigt. Umgangssprachlich bekam der Tln Mü 55b den Spitznamen „Groschengrab“.

## Funktionsweise
Der Tln Mü 55b war nur für Ortsgespräche zugelassen. Der Anrufer musste zwei Zehn-Pfennig-Münzen bereithalten und übereinander auf einen Einschub legen. Kam nach dem Wählen eine Verbindung zustande, mussten die Münzen eingeworfen werden, erst dann wurde das Mikrofon freigeschaltet und man konnte sprechen. Die Münzen fielen in eine kleine Schublade an der Vorderseite des Gerätes. Diese recht einfache Methode hatte den Nachteil, dass eventuelle Fehlverbindungen (bei denen der Benutzer, wenn er beim Melden den Angerufenen merkte, dass er falsch verbunden war, die Münzen nicht einwarf, sondern die Verbindung unterbrach) auf Kosten des Anschlussinhabers (im damaligen Amtsdeutsch „Anschlussteilnehmer“) gingen. Durch die Abschaltung des Sprechkreises vor dem Kassiervorgang wurde schaltungsbedingt die Hörlautstärke etwas gedämpft.

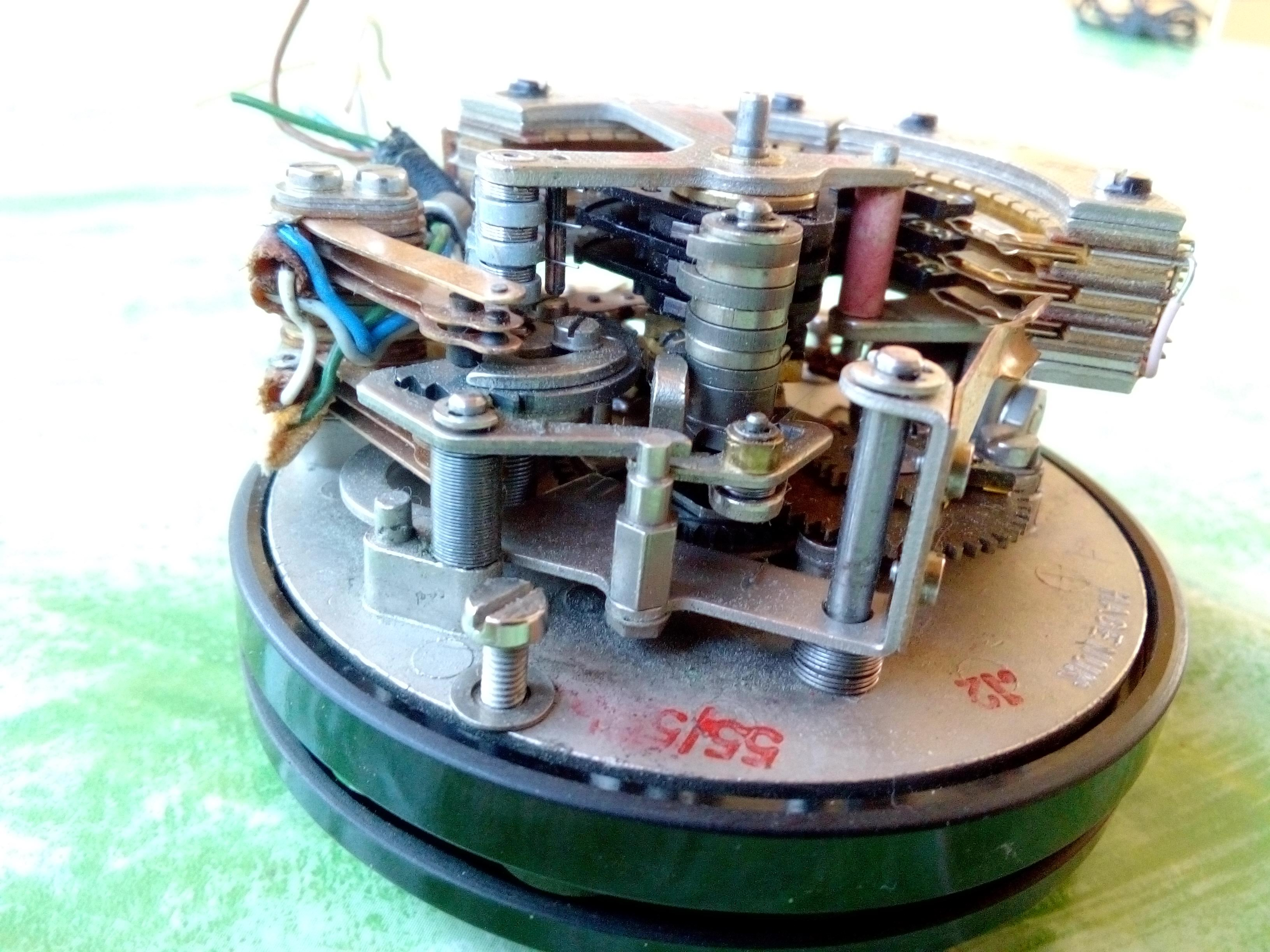
Rückseite des Sperrnummernschalters 55

Eine ausgeklügelte, sehr aufwändige Mechanik des Nummernschalters verhinderte Fern- oder Auslandsgespräche, indem die gewählte Nummernfolge kontrolliert und die Verbindung bei Bedarf blockiert wurde (Sperrnummernschalter 55). Beim Wählen wurde ein dreiarmiges Hebel- und Kontaktwerk in Gang gesetzt, welches nacheinander die ersten drei Ziffern überprüfte. Dieser Typ Nummernschalter wurde auch bei den öffentlichen Münzfernsprechern verwendet und konnte durch Setzen von entsprechenden Lötbrücken konfiguriert werden, um auch kostenpflichtige Verbindungen zur manuellen Auslandsvermittlung oder Diensten wie Telex oder der Telegrammaufnahme zu verhindern.
Um eine Wahl von gesperrten Nummern durch kurzes Schlagen auf die Gabel („Gabelwahl“) zu verhindern, wurde diese durch eine kleine Luftpumpe gebremst. Mit einem speziellen Sicherheitsschlüssel (ein sogenannter „Kreuzbartschlüssel“) konnten die eingebauten Sperren überbrückt werden, so dass der Anschlussinhaber den Tln Mü 55b wie einen herkömmlichen Fernsprecher nutzen konnte. Ein zweiter Kreuzbartschlüssel diente zur Entnahme und Leerung der Geldkassette.
Insider konnten diese aufwändige Sperre leicht umgehen. Schuld war ausgerechnet die Post selbst durch die Vorschrift, dass jeder Anschluss über eine Wanddose mit Trennstecker verfügen musste, die ohne Werkzeug zu öffnen war. Vor dem Gespräch wurde dieser Trennstecker gezogen und eine beliebige Ziffer gewählt, nur nicht die Null, dadurch war die Sperre aufgehoben. Dann wurde der Kontakt wieder hergestellt und man konnte beliebig lange Ferngespräche auf Kosten des Anschlussinhabers führen. Dieses Manko ließ sich nur verhindern, indem die Anschlussdose außerhalb der Reichweite des Benutzers montiert wurde, zum Beispiel hinter der Theke.
Da ab Anfang 1980 eine Taktung für Ortsgespräche eingeführt wurde (8-Minuten-Takt), konnte man seinerzeit mit diesem Apparat für 20 Pfennige (statt der damals üblichen 23 Pfennige) unbegrenzt lange telefonieren. Die Einführung dieser Taktung war auch der Grund für die Stilllegung des Tln Mü 55b. In West-Berlin wurde der Zeittakt später eingeführt, dort sah man den Tln Mü 55b noch bis 1992.
Der Tln Mü 55b ist heute ein beliebtes Sammlerstück, meist werden jedoch Exemplare angeboten, bei denen die speziellen Kreuzbartschlüssel zur Entsperrung für alle Gespräche und zur Leerung der Geldkassette verloren gegangen sind, was den Wert deutlich mindert.